# Jost Vacano
Jost Vacano (ur. 15 marca 1934 w Osnabrück) – niemiecki operator filmowy. 
Najbardziej znany ze współpracy z holenderskim reżyserem Paulem Verhoevenem. Pracowali wspólnie przy siedmiu filmach: Żołnierz Orański (1977), Ślepy traf (1980), RoboCop (1987), Pamięć absolutna (1990), Showgirls (1995), Żołnierze kosmosu (1997) i Człowiek widmo (2000). 
Autor zdjęć również do takich filmów, jak m.in. Czas ochronny na lisy (1966), Utracona cześć Katarzyny Blum (1975) czy Niekończąca się opowieść (1984). Był nominowany do Oscara za najlepsze zdjęcia do filmu Okręt (1981) w reżyserii Wolfganga Petersena. Wyróżniony nagrodą za całokształt twórczości na MFF Camerimage w 2021.